# Støt Dannerhuset
|  | Denne artikel er oprettet af botten PalnaBot ud fra en ekstern database. Den kan derfor have sproglige fejl eller mangler. Denne skabelon kan fjernes efter kontrol af indholdet. |

Støt Dannerhuset er en film instrueret af Barbara Adler.

## Handling
Kort fortalt historie uden ord, produceret til støtte for Grevinde Danner Huset.